# Munna armoricana
Munna armoricana is een pissebed uit de familie Munnidae. De wetenschappelijke naam van de soort is voor het eerst geldig gepubliceerd in 1962 door Carton.